# A munkahelyi biztonság és egészségvédelem világnapja
A munkahelyi biztonság és egészségvédelem világnapja a munkahelyi balesetek és megbetegedések megelőzését célzó nemzetközi nap, amelyről 2003 óta minden április 28-án megemlékeznek világszerte. 2003-ban a (ILO) Nemzetközi Munkaügyi Konferencia 91. ülésszakán jóváhagyta az ILO globális munkahelyi biztonsági és egészségvédelmi stratégiáját. E stratégia részeként a hivatalt arra kérték fel, hogy évenként egy nemzetközi kampány keretében a munkahelyi biztonság és egészségvédelem  fontosságának széles körű tudatosítására, valamint a munkavállalók biztonságos és egészséges munkakörnyezethez való jogának előmozdítására hívja fel a figyelmet. A világ számos részén nemzeti hatóságok, szakszervezetek, munkaadói szervezetek, valamint a munkahelyi biztonság és egészségvédelem szakemberei szerveznek ünnepségeket. Április 28-a egyben az 1984 óta szervezett munkásemléknap is.

## A munkahelyi biztonság és egészségvédelem világnapjának története
A munkahelyi biztonság és egészségvédelem világnapját 2003 óta minden év április 28-án ünneplik. A múltbeli események és témák listája a következő:

### 2003 – Biztonsági és egészségvédelmi kultúra a globalizált világban
2003. április 28-án a világnap alkalmából „A biztonsági és egészségvédelmi kultúra a globalizált világban” címmel kormányok, munkaadók és munkavállalók a világ több mint 38 országban szerveztek rendezvényeket. Az ILO genfi központjában „A munkavédelmi kultúra megteremtése és előmozdítása a globalizált világban” címmel kerekasztal-beszélgetésre került sor.

### 2004 – Biztonsági kultúra megteremtése és fenntartása
2004-ben a biztonsági kultúra megteremtése és fenntartása volt a cél, hogy a nemzetközi figyelmet a munkahelyi biztonsági és egészségvédelmi kultúra előmozdítására és megteremtésére irányítsa, és segítsen csökkenteni a munkával kapcsolatos halálesetek számát. Az előző évhez hasonlóan ebben az évben is háromoldalú eseményekre került sor világszerte.

### 2005 – Megelőző biztonsági és egészségvédelmi kultúra kialakítása és fenntartása
2005-ben a megelőző biztonsági és egészségvédelmi kultúra kialakítására és fenntartására, a megelőzésre mint globális stratégiára összpontosított. Ennek az évnek a kiemelt altémája az építőipar, valamint a fiatalabb és idősebb munkavállalók munkahelyi biztonsága és egészségvédelme volt.

### 2006 – Új fókusz a HIV/AIDS-világjárványra
2006-ban új hangsúly a HIV/AIDS-járványon. Április 28-án, pénteken a kormányok, munkavállalók és a munkáltatók képviselői világszerte több mint 100 eseménnyel ünnepelték a munkahelyi biztonság és egészségvédelem világnapját. A világnap kiemelt témája a HIV/AIDS-re mint munkahelyi biztonsági és egészségvédelmi kérdésre hívta fel a figyelmet.

### 2007 – Biztonságos és egészséges munkahelyek
2007-ben a biztonságos és egészséges munkahelyek témájára összpontosított. A munkahelyi biztonság és egészségvédelem világnapjának célja a biztonságos és egészséges munkahelyek népszerűsítése és a tisztességes munkakörnyezet megvalósítása volt. A 2007. évi világnap alkalmából közzétett jelentésben az ILO megújította felhívását a helyes munkahelyi biztonsági és egészségügyi gyakorlatokra, mint a balesetek, sérülések és betegségek számának csökkentésére, a munka, valamint a termelékenység javítására szolgáló eszközre. Ezekbe a gyakorlatokba bele tartozik a jelentéstételt, az ellenőrzéseket és a szabványokat, 

### 2008 – A munkahelyi biztonság és egészségvédelem világnapja
2008-ban világszerte szerveztek megemlékezéseket munkavállalók, munkaadók és kormányok, hogy a munkahelyi kockázatok kezelésének fontosságára figyelmeztessenek. Ezzel a témával foglalkozott a Nemzetközi Munkaügyi Szervezet (ILO) új felhívása is, melyet az ünneplések részeként jelentettek meg a munkakörnyezet kockázatainak kezelése érdekében, hogy csökkentsék a munkahelyi balesetekből és betegségekből eredő emberi és gazdasági terheket.

### 2009 – Egészség és élet a munkahelyen: alapvető emberi jog
2009-ben az „Egészség és élet a munkahelyen: alapvető emberi jog” ünnepségein a Nemzetközi Munkaügyi Szervezet székházában a Nemzetközi Társadalombiztosítási Szövetség együttműködésével panelbeszélgetést tartottak az „Egészség és élet a munkahelyen: alapvető emberi jog” témában, valamint a Munkahelyi Biztonság és Egészségvédelem Nemzetközi Film- és Multimédia Fesztivál 2008-as győztes filmjét is levetítették.

### 2010 – Új kockázatok és új megelőzési lehetőségek a munka változó világában
A 2010. évi  „Új kockázatok és a megelőzés új lehetőségei a munka változó világában” témája a globális kihívásokra és a munkahelyi biztonsági és egészségvédelmi gyakorlat új összefüggéseire hívta fel a figyelmet. Kiemelte a technológiai fejlődést, az új munkahelyi kockázatokat, valamint a foglalkoztatás és a munkaerő változó mintáit, és így az új kihívásokkal való szembenézéshez új megelőző megközelítések szükségességét.

### 2011 - Munkahelyi Biztonsági és Egészségvédelmi Irányítási Rendszer bevezetése
A 2011-es munkahelyi biztonság és egészségvédelem világnapi témája a munkahelyi biztonsági és egészségvédelmi irányítási rendszerek (OSHMS) bevezetésére összpontosított a munkahelyi események és balesetek megelőzésének folyamatos elöremozdításának érdekében.

### 2012 – A munkahelyi biztonság és egészségvédelem előmozdítása a zöld gazdaságban
A 2012-es munkahelyi biztonság és egészségvédelem világnapja a munkahelyi biztonság és egészségvédelem előmozdítására összpontosított a zöld gazdaságban. Az év témája a világ környezetbarátabb és fenntarthatóbb gazdasága felé történő elmozdulásának munkahelyi biztonság és egészségvédelmi vonatkozásait vizsgálta. Még ha bizonyos munkákat „zöldnek” is tekintenek, az alkalmazott technológiák védik a környezetet, de egyáltalán nem garantált, hogy azok biztonságosak a munkavállalók számára is.

### 2013 – Foglalkozási betegségek megelőzése
2013-ban a világnap a foglalkozási megbetegedések megelőzésének fontosságáról szólt.

### 2014 – Biztonság és egészségvédelem a vegyszerek munkahelyi használatában
2014-ben „A munkahelyi biztonság és egészségvédelem a vegyszerek használatában” téma elősegítette a munkahelyi balesetek és a vegyszerekkel összefüggő betegségek megelőzését. A nap emlékére egy ILO-jelentés rámutatott, hogy bár a vegyszerek hasznosak lehetnek, meg kell tenni a szükséges lépéseket a munkavállalókat, a munkahelyeket, a társadalmat és a környezetet érintő lehetséges kockázatok megelőzésére és mérséklése érdekében.

### 2015 – Csatlakozzon a munkahelyi biztonság és egészségvédelem megelőzési kultúrájának felépítéséhez
2015-ben a világnap a „Csatlakozz a munkahelyi egészségvédelem és egészségvédelem megelőzési kultúrájának felépítéséhez” témára helyezte a hangsúlyt.

### 2016 – Munkahelyi stressz: kollektív kihívás
2016-ban a munkahelyi stressz témakörét emelte ki: a kollektív kihívás felhívta a figyelmet a munkahelyi stresszel kapcsolatos globális tendenciákra és annak hatásaira.

### 2017 – A munkavédelmi adatok gyűjtésének és felhasználásának optimalizálása
A munkahelyi biztonság és egészségvédelem 2017. évi világnapja „A munkavédelmi adatok gyűjtésének és felhasználásának optimalizálása” témával arra a kritikus szükségletre összpontosított, hogy az országok javítsák a megbízható munkahelyi biztonsági és egészségvédelmi (OSH) adatok gyűjtésére és felhasználására vonatkozó kapacitásukat. Az esemény lehetőséget teremtett arra, hogy a tagállamokkal, a szociális partnerekkel és más érdekelt felekkel együtt dolgozzanak a 2030-ig szóló fenntartható fejlődési menetrend célkitűzéseinek megvalósítására vonatkozó kötelezettségvállalásokkal és az ILO-egyezményekből eredő kötelezettségekkel kapcsolatos munkavédelmi adatokkal kapcsolatos kihívással való szembenézés érdekében.

### 2018 – Biztonságos és egészséges generáció
A munkahelyi biztonság és egészségvédelem 2018-as világnapja „Biztonságos és egészséges generáció” témával abban az évben a Gyermekmunka elleni világnappal közös kampányban vett részt a fiatal munkavállalók biztonságának és egészségének javítása érdekében.

### 2019 – Az ILO centenáriumi évfordulója és megbeszélések a munka jövőjéről
Az ILO centenáriumi évfordulója és a munka jövőjéről szóló viták által inspirálva a 2019-es világnapon a munkahelyi biztonság és egészségvédelem javítása terén végzett százéves munkát vették számba. A téma a munka jövőjét és az olyan jelentős változások, mint a technológia, a demográfia, a fenntartható fejlődés, az éghajlatváltozás és a munkaszervezés változásainak munkavédelmi hatásait vizsgálta.

### 2020 – Állítsuk meg a járványt: A munkahelyi biztonság és egészségvédelem életeket menthet
Felismerve azt a nagy kihívást, amellyel a kormányok, a munkáltatók, a munkavállalók és az egész társadalom világszerte szembesül a Covid19-világjárvány leküzdésében, a 2020-as munkahelyi biztonsági és egészségvédelmi világnap, amelynek mottója: „Állítsuk meg a világjárványt: A munkahelyi biztonság és egészségvédelem életeket menthet”, a munkahelyi fertőző betegségek kitörésének kezelésére összpontosított, különös tekintettel a Covid19-világjárványra.

### 2021 – Válsághelyzetek előrejelzése, felkészülés és reagálás a válságokra: Fektessünk be most a rugalmas munkahelyi biztonsági és egészségügyi rendszerekbe
A Covid19-világjárvány miatt a kormányoknak, a munkaadóknak, a munkavállalóknak és a lakosságnak példátlan kihívásokkal kellett szembenézniük a vírusnak a munka világára gyakorolt számos hatása miatt. A munkahelyi biztonság és egészségvédelem 2021. évi világnapja a nemzeti munkahelyi biztonsági és egészségvédelmi rendszerek megerősítését célzó stratégiákra összpontosított, hogy a munka világából levont tanulságokra és tapasztalatokra támaszkodva ellenállóvá váljanak a mostani és jövőbeli válságokkal való szembenézés érdekében.

### 2022 – Közös cselekvés a pozitív biztonsági és egészségvédelmi kultúra megteremtéséért
A munkahelyi biztonság és egészségvédelem 2022. évi világnapjáról 2022. április 28-án emlékeznek meg, és a pozitív biztonsági és egészségvédelmi kultúra megteremtésében való részvétel és a társadalmi párbeszéd témáját járják körül a „Közös cselekvés a pozitív biztonsági és egészségvédelmi kultúra megteremtéséért” mottóval.  A nap folyamán egy globális webinárium keretében szakértők és a kormányok, munkavállalók és munkáltatók képviselői vitatják meg a témát és osztják meg tapasztalataikat a világ minden tájáról. Ez egyben az ILO által készített globális jelentés bemutatását is szolgálja, amely a jobb munkahelyi biztonság és egészségvédelem érdekében folytatott társadalmi párbeszéd fokozásáról szól. A legfontosabb megállapítás, hogy a Covid19-világjárvány során végig megfigyelhető volt, hogy az erős munkavédelmi rendszer kulcsfontosságú a munkakörnyezet védelmében és a munkavállalók biztonságának és egészségének megőrzésében. Az erős munkavédelmi rendszer hatékony társadalmi párbeszéddel érhető el, amely magában foglalja a kormányok, a munkaadók, a munkavállalók, a közegészségügyi szereplők és minden érintett fél érdemi, aktív részvételét nemzeti és vállalati szinten, a munkavédelmi döntéshozatali folyamatok minden szakaszában. Ez alapvető fontosságú mind a munkavédelmi politikák, mind a szabályozási keretek kidolgozásához és felülvizsgálatához, hogy kezelni lehessen a tartós és új munkavédelmi kihívásokat. A társadalmi párbeszéd a munkavédelmi kultúra iránti felelősségvállalás és elkötelezettség kialakításához is elengedhetetlen, ami lehetővé teszi a gyors és hatékony végrehajtást. A munkahelyeken az erős munkavédelmi kultúra olyan kultúra, amelyben a biztonságos és egészséges munkakörnyezethez való jogot mind a vezetés, mind a munkavállalók értékelik és támogatják. A pozitív munkavédelmi kultúra a befogadásra épül, azáltal, hogy minden fél érdemben részt vesz a munkahelyi biztonság és egészségvédelem folyamatos fejlesztésében. Egy erős munkavédelmi kultúrával rendelkező munkahelyen a munkavállalók nyugodtan felvetik a munkahelyi munkavédelmi kockázatokkal vagy veszélyekkel kapcsolatos aggályaikat, a vezetés pedig proaktívan együttműködik a munkavállalókkal a megfelelő, hatékony és fenntartható megoldások megtalálása érdekében. Ehhez nyílt kommunikációra és párbeszédre van szükség, amely a bizalomra és a kölcsönös tiszteletre épül.

## Fordítás
Ez a szócikk részben vagy egészben  a   World Day for Safety and Health at Work című angol Wikipédia-szócikk ezen változatának fordításán alapul.  Az eredeti cikk szerkesztőit annak laptörténete sorolja fel. Ez a jelzés csupán a megfogalmazás eredetét és a szerzői jogokat jelzi, nem szolgál a cikkben szereplő információk forrásmegjelöléseként.